# Diecezja Groningen-Leeuwarden

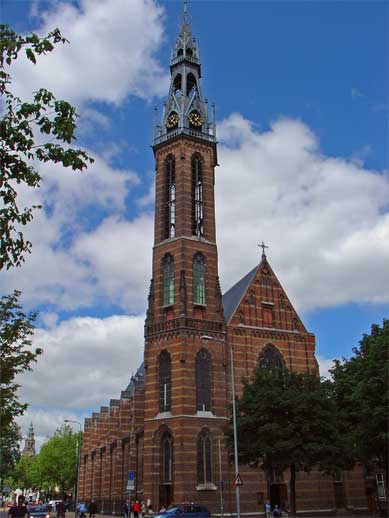
Katedra św. Józefa w Groningen

Diecezja Groningen-Leeuwarden (łac.: Dioecesis Groningensis-Leovardiensis, hol.: Bisdom Groningen-Leeuwarden) – katolicka diecezja holenderska położona w północnej części kraju, obejmująca swoim zasięgiem część terytorium prowincji: Groningen, Fryzję i Drenthe. Siedziba biskupa znajduje się w katedrze św. Józefa w Groningen.

## Historia
Dzieje obecnego biskupstwa sięgają okresu XVI wieku i obejmują historyczne terytorium dwóch diecezji: Groningen i Leeuwarden, które zostały założone 12 maja 1559 przez papieża Pawła IV, z wydzielenia części terytorium z diecezji utrechckiej i Münster, na podstawie bulli Super Universas. Główną świątynią biskupstwa Groningen była Martinikerk. Została ona podporządkowana nowo utworzonej metropolii utrechckiej. 
Wraz z rozwojem kalwinizmu na terenie Holandii oraz zakazie praktyk katolickich wprowadzonych przez władze Republikę Zjednoczonych Prowincji biskupstwa zostało zlikwidowane na przełomie XVI i XVII wieku.
Diecezja Groningen została reaktywowana w nowym kształcie 16 lipca 1955 przez papieża Piusa XII, jako sufragania archidiecezji utrechckiej. 26 listopada 2005 papież Benedykt XVI przemianował biskupstwo na diecezję Groningen-Leeuwarden.

## Biskupi
- ordynariusz - Ronald Cornelissen (nominat)

## Podział administracyjny
W skład diecezji Groningen-Leeuwarden wchodzą obecnie 83 parafie.

## Główne świątynie
- Katedra św. Józefa w Groningen

## Patroni
- Bonifacy-Winfrid (672/675-754) – biskup obrządku łacińskiego, benedyktyn, misjonarz, męczennik, święty katolicki.
- św. Józef - opiekun Jezusa, mąż Najświętszej Maryi Panny, często nazywany również jej Oblubieńcem.